# Instrukcja techniczna K-3
Instrukcja techniczna K-3 – standard techniczny w geodezji w Polsce, obowiązujący na podstawie rozporządzenia Ministra Spraw Wewnętrznych i Administracji z dnia 24 marca 1999, zbiór wytycznych dotyczących tworzenia map tematycznych w geodezji wprowadzony zarządzeniem Prezesa Głównego Urzędu Geodezji i Kartografii z 12 stycznia 1980 w sprawie stosowania instrukcji technicznej "K - 3 Mapy tematyczne". Ostatnim wydaniem jest wydanie II z 1984 opracowane w Instytucie Geodezji i Kartografii przez: Barbarę Sakławską, Mirosławę Wodzińską zgodnie z zaleceniami technicznymi wydanymi przez Biuro Rozwoju Nauki i Techniki oraz Biuro Kartografii Głównego Urzędu Geodezji i Kartografii reprezentowane przez Stefana Czarneckiego, Edwarda Jarosińskiego i Alicję Madzińską. W związku z wprowadzeniem ustawy o infrastrukturze informacji przestrzennej z 4 marca 2010 roku, standardy techniczne jako przepisy wykonawcze zachowują moc do 8 czerwca 2012 roku.
Instrukcja K-3 zawiera przepisy techniczne obowiązujące na wszystkich etapach opracowywania map tematycznych przeznaczonych dla gospodarki narodowej, z wyłączeniem map tematycznych powstających z przetwarzania obrazów satelitarnych i lotniczych oraz mapy zasadniczej. Stanowi zbiór przepisów obligatoryjnych ustalających m.in.:
- pojęcie map tematycznych
- klasyfikację map tematycznych
- skale map, odwzorowanie, podział na sekcje i system oznaczenia arkuszy
- treść map tematycznych
- zasady redagowania map tematycznych
- zasady przygotowania map tematycznych do reprodukcji.

Instrukcja zawiera ponadto metrykę mapy tematycznej, przykładowe rodzaje map oraz podział map na zespoły, grupy i podgrupy.
Mapy tematyczne są opracowaniami kartograficznymi eksponującymi jeden lub kilka wybranych elementów treści ogólnogeograficznej bądź określone zagadnienie społeczno-gospodarcze lub przyrodnicze. Podkładem geograficznym, dla przedstawienia treści map tematycznych jest odpowiednio dobrana mapa ogólnogeograficzna lub mapa zasadnicza, albo wybrane elementy tych map.
Mapy tematyczne objęte instrukcją stanowią zbiory map w skalach od 1:250 do 1:500 000. Zasadniczymi kryteriami doboru skali mapy tematycznej są:
1. przeznaczenie i rola mapy
2. szczegółowość mapy
3. czytelność mapy[2].

Przeznaczeniem map tematycznych jest w szczególności:
- zaspokajanie potrzeb planowania przestrzennego, rolnictwa i gospodarki żywnościowej, górnictwa itp.
- rozwiązywanie problemów naukowo-badawczych
- zaspokajanie potrzeb administracji i zarządzania.

Instrukcja K-3 w swoim załączniku podaje podział map tematycznych na: zespoły, grupy, podgrupy i przykładowe rodzaje map. Podziały grup tematycznych na podgrupy i rodzaje map stanowią szeregi otwarte, które mogą być rozwijane w zależności od potrzeb.